# Abutilon ranadei
Abutilon ranadei är en malvaväxtart som beskrevs av Woodrow et Stapf. Abutilon ranadei ingår i släktet klockmalvor, och familjen malvaväxter. Inga underarter finns listade i Catalogue of Life.